# 3675 Kemstach
A 3675 Kemstach (ideiglenes jelöléssel 1982 YP1) egy kisbolygó a Naprendszerben. Ljudmila Georgijevna Karacskina fedezte fel 1982. december 23-án.